# ルイス・デ・マドラーソ
ルイス・デ・マドラーソ（Luis de Madrazo y Kuntz、1825年2月27日 - 1897年2月9日）はスペインの画家である。スペインの有力な芸術家の一族、デ・マドラーソ家の一人で、肖像画や宗教画、歴史画を描いた。

## 略歴
マドリードで生まれた。父親は新古典派の画家、ジャック＝ルイ・ダヴィッドに学んで、プラド美術館の館長などを務めた画家のホセ・デ・マドラーソで、母親はイタリアで活動していたシレジアの画家、タデウシュ・クンツェの娘である。兄に画家のフェデリコ・デ・マドラーソ(1815-1894)と美術評論家になったペドロ・デ・マドラーソ(1816-1898)がいて、弟に建築家になったホアン・デ・マドラーソ(1829-1880)がいる。
父親から絵を学んだ後、王立サン・フェルナンド美術アカデミーでも、学んだ。1845年からラモン・デ・メソネロ・ロマノス(Ramon Mesonero Romanos)によって創刊された雑誌「セマナリオ・ピントレスコ(Semanario Pintoresco)」のイラストレーターとして働いた。数年後に奨学金を得て、ローマに留学した。ローマではアカデミア・ディ・サン・ルカや在ローマ・フランス・アカデミーで学び、ナザレ派の画家として活動したヨハン・フリードリヒ・オーファーベックとも知りあった。ローマでの留学期間が終わった後も、パリやミュンヘン、ヴェネツィア、ベルリンに滞在し、1855年のパリ万国博覧会の展覧会にも兄のフェデリコとともに出展した。1857年から父親が校長を務める王立サン・フェルナンド美術アカデミーで助手を務め、1880年に教授となった。1891年から亡くなるまで王立美術アカデミーの校長を務めた。
父親や兄の力もあって、スペインの貴族や上流階級から注文を受けて描いた肖像画や宗教的なテーマの絵画を描いた。

## 作品

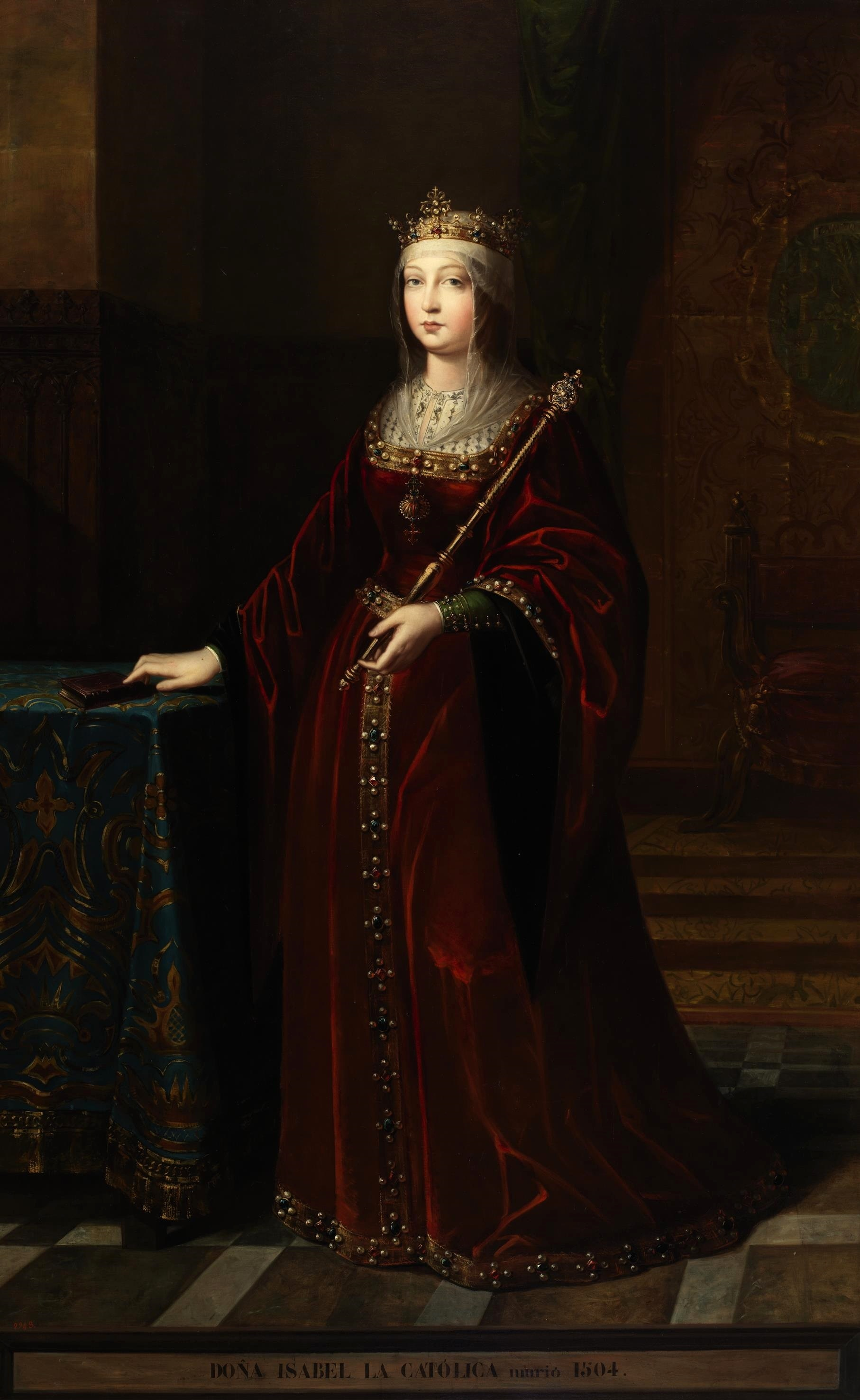
イサベル1世 (カスティーリャ女王) (1848)
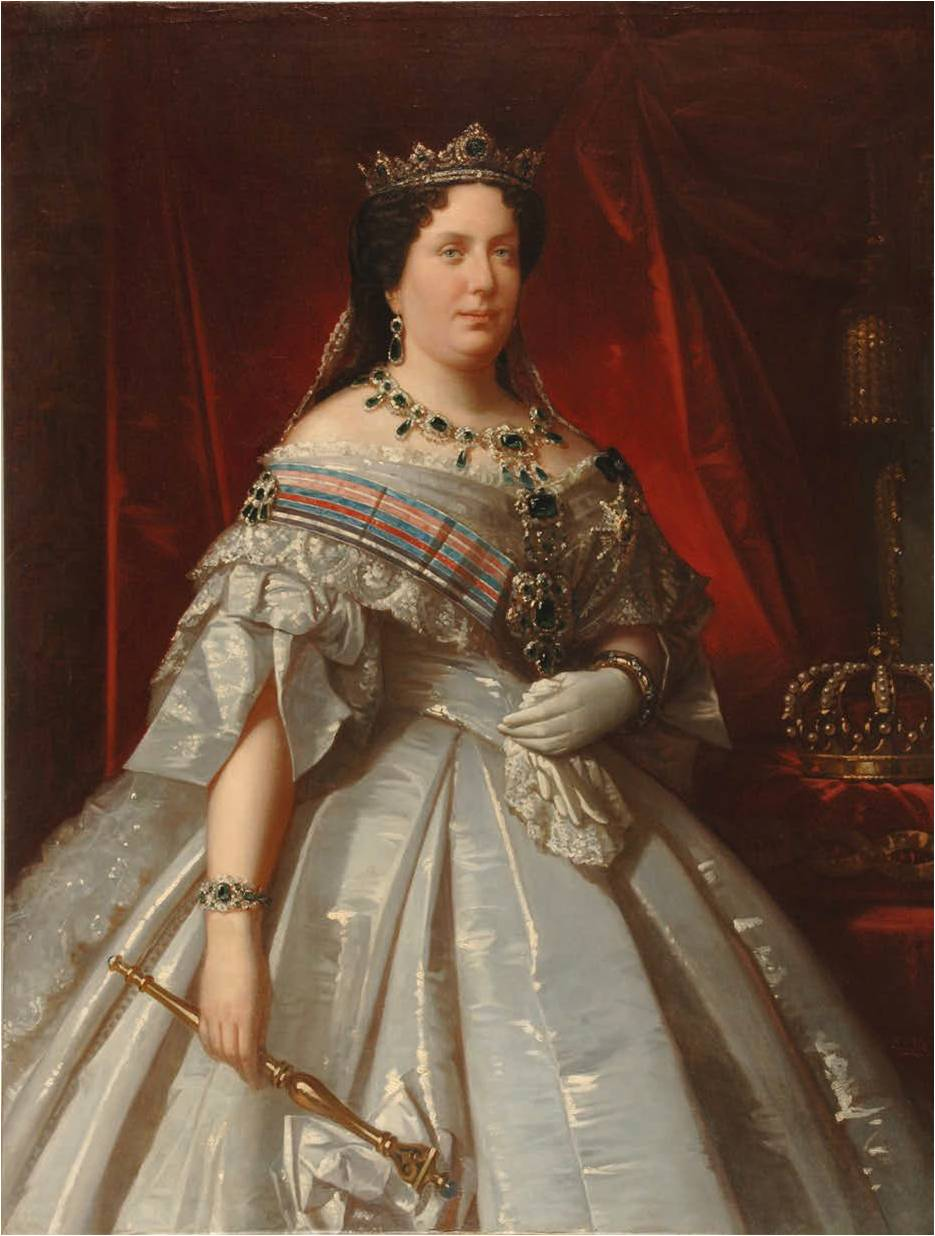
イサベル2世 (スペイン女王)
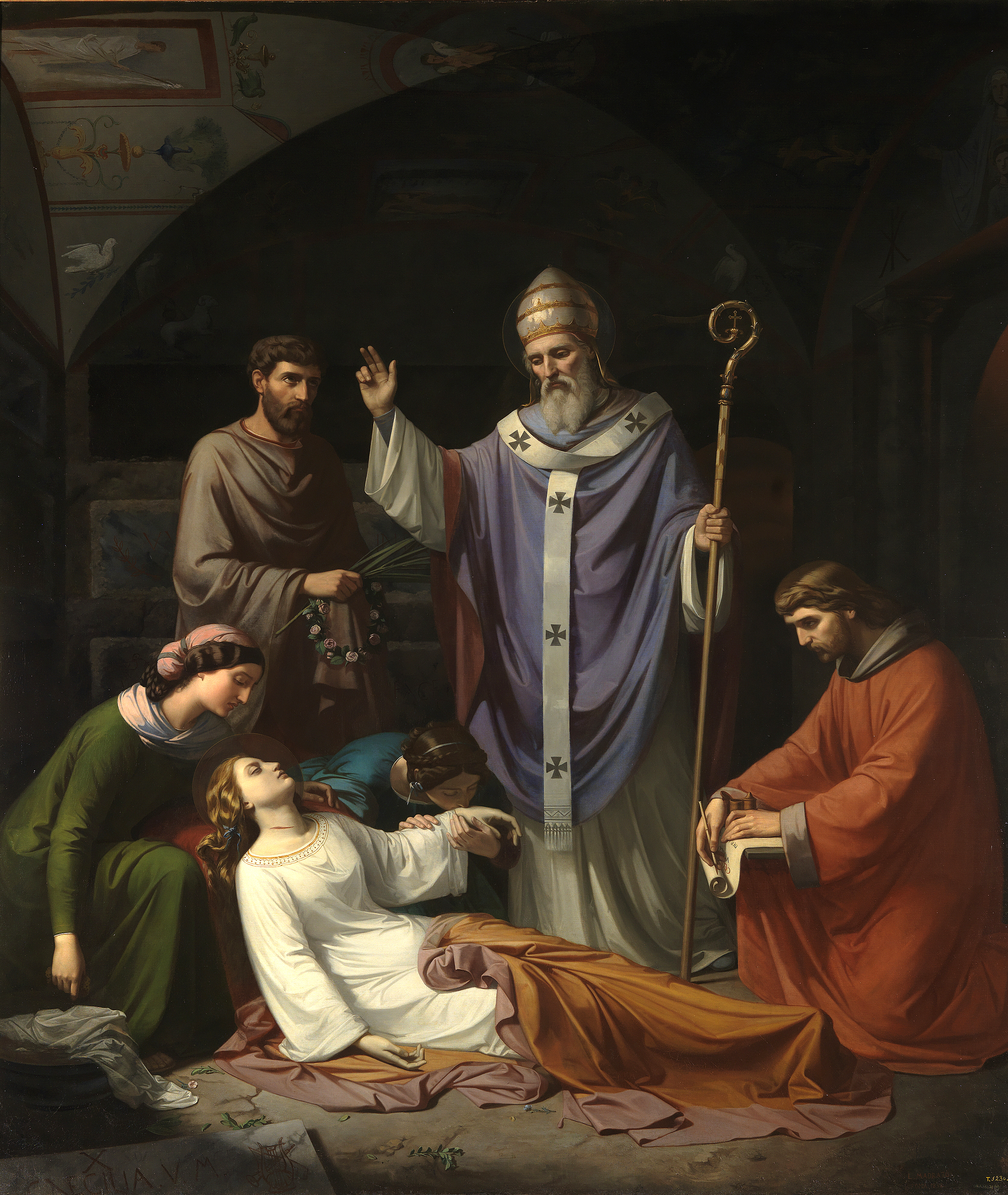
聖セシリア
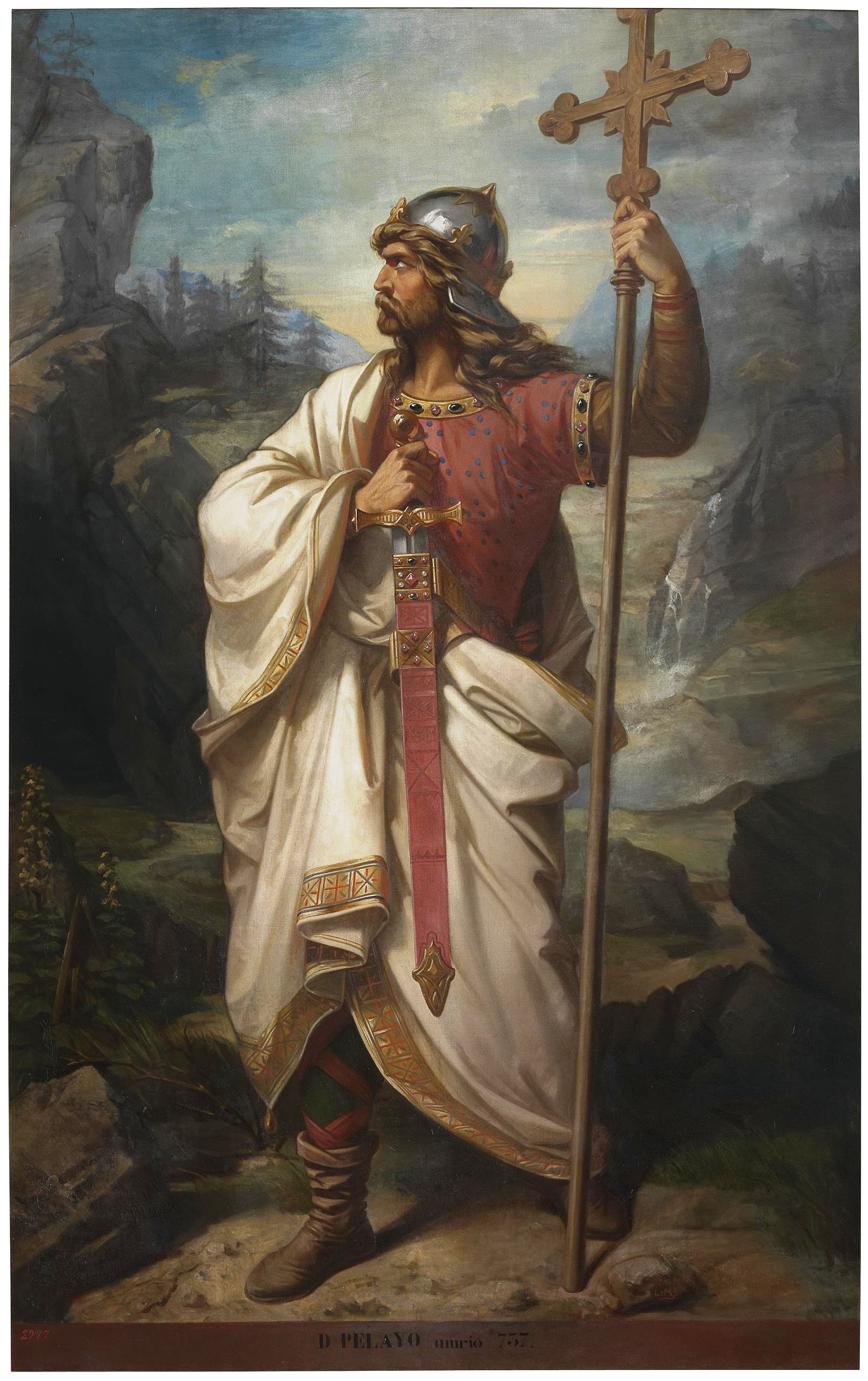
ペラーヨ- 西ゴート王国の貴族